# Mike Novick
Mike Novick es un personaje de ficción interpretado por el actor Jude Ciccolella en la serie de televisión 24. Mike hace su aparición en la primera temporada, participando también en la segunda, cuarta y quinta (En la tercera no figura).

## Campaña elecciones Primarias a la Presidencia
Novick había sido consejero personal y asesor de David Palmer desde su primera etapa como senador de los Estados Unidos. Mientras que Palmer tendía a ser valiente e idealista, Novick era más cauteloso y pragmático, aunque Palmer sin embargo siempre valoraba su consejo. Cuando Palmer decidió presentarse a las elecciones primarias a la presidencia, Novick se quedó junto al Senador como su jefe de personal.
El día de las elecciones primarias en el estado de California, ponía en peligro la campaña de Palmer por distintas razones. Primero fue la perturbadora revelación en la cual, el hijo de Palmer, Keith, había matado al hombre quien violó a su hermana, la hija de Palmer, Nicole. Incluso más preocupante fue la revelación de que la esposa de Palmer Sherry Palmer había ocultado esto de David, supuestamente protegerlo.

## Jefe de Personal del Presidente
Un año después de las elecciones primarias, la administración de Palmer tuvo que hacer frente con una gran amenaza a la seguridad nacional: la inminente detonación de una bomba nuclear por un grupo terrorista en la ciudad de Los Ángeles. Cuando fue sabida la noticia, Novick inmediatamente subió a un avión para reunirse con el presidente. Cuando llegó Novick fue sorprendido al encontrar a la antigua esposa de Palmer, Sherry, al parecer ella había convencido al Presidente para dejarla ayudarle en la crisis. Considerando su engaño en el pasado, Novick se sentía inseguro y no confiaba en la ayuda que Sherry pudiera prestarle a Palmer.
Cuando fue evidente la implicación de Roger Stanton, el jefe de la Agencia Nacional de Seguridad, en su previo conocimiento de la existencia del ataque nuclear, Novick aconseja a Palmer su inmediata detención y posterior interrogatorio. Palmer así lo hizo y fue sorprendido cuando Stanton implica directamente a Sherry en toda la trama
Finalmente la bomba fue localizada y se hizo detonar en el desierto donde no causó ningún daño considerable. Además, una grabación fue encontrada implicando a tres países de Oriente Medio en colaboración con los terroristas. Inmediatamente fueron planeadas represalias contra los tres países. Palmer, sin embargo, suspendió el ataque cuando Jack Bauer se puso en contacto con él con la evidencia provisional de que las grabaciones eran falsas.

## Traición
A pesar de su indiscutible lealtad a Palmer, Novick pensaba que Palmer se equivocaba con la decisión de suspender los ataques basados en sólo una posible evidencia de que las grabaciones eran falsas. Tan fuerte era su oposición que Novick conspiró con el vicepresidente Jim Prescott para invocar la 25 Enmienda para sustituir a Palmer como Presidente y designar a Prescott. Novick se ve obligado a secuestrar y encerrar en una habitación a la ayudante principal del Presidente Lynne Kresge cuando ella descubre sus intenciones. Lynne consigue escapar, pero en su huida cae por unas escaleras, quedando gravemente herida.
Después de la presentación de las acciones al parecer cuestionables de Palmer al Gabinete, ellos votaron, por un margen estrecho, invocar la 25 Enmienda. Una vez que Prescott hizo juramento como Presidente, inmediatamente ordenó la preparación para la continuación del ataque.
Después de la posibilidad de que la situación entera podría haber sido orquestada por un hombre dentro del negocio del petróleo Peter Kingsley, Novick finalmente tomó medidas. Él ordenó a Ryan Chappelle apoyar a Jack Bauer, quien no había parado en su intento de encontrar la evidencia de que la grabación era falsa. Con la ayuda de Sherry, Bauer fue capaz de obtener una grabación en la que Kingsley se implicaba. Prescott inmediatamente abortó el ataque y restauró la presidencia a Palmer.
Prescott y los miembros de gabinete quien votaron contra Palmer ofrecieron sus dimisiones, aunque Palmer no los aceptó. Palmer creyó que ellos comprendieron sus errores. La traición de Novick era mucho más personal para Palmer. Aunque finalmente Novick rectificó ayudando a Bauer e impidiendo el ataque, Palmer no podía olvidar las acciones previas de Novick y lo relevó de su cargo.

## Día 4
En la 4a temporada Mike es el asesor del recién nombrado presidente Charles Logan. Al ver su poca capacidad de decisión Mike contacta con David Palmer para que les preste ayuda y solventar la crisis. Mike aprovecha esta oportunidad para disculpasrse con Palmer por su traición personal y política y ambos deciden olvidar el pasado y cooperar para sacar el país adelante.

## Día 5
Mike sigue siendo el asesor de Logan. Al darse cuenta de la traición del presidente, ayuda a Jack Bauer , Aaron Pierce y Martha Logan a delatarle y que sea llevado ante la justicia.

## Entre el día 5 y el día 6
Se supone que Mike sigue en el gobierno de Hal Gardner hasta que se convocaron elecciones, ganadas por el otro candidato, Wayne Palmer.
- Datos: Q2527732